# Кліщинець Бессера
Кліщинець Бессера або арум Бессера (Arum besserianum) — рідкісна трав'яниста рослина. Належить до родини ароїдні. Рослина отруйна.

## Поширення
Арум Бессера росте в лісових масивах Східної Європи, в основному у східній, південно-східній і південній частинах. Точний розподіл нелегко визначити через проблеми розбіжності таксономічних класифікацій різних ботаніків. Одне джерело вважає що ця рослина є реліктовим, ендемічним видом.
В Україні Бессера є компонентом трав'яного покриву букових лісів Поділля. Внесена до «Переліку рідкісних і таких, що перебувають під загрозою зникнення, видів рослинного світу на території Тернопільської області».

## Охоронний статус
Знаходиться під охороною в Львівській області, у регіональному ландшафтному парку «Загребелля» (місто Тернопіль), Довжоцькому ботанічному заказнику, заповіднику «Медобори», національному природному парку «Кременецькі гори».

## Синоніми
- Arum besseranum Schott[6]
- Arum orientale subsp. besseranum (Schott) J.Holub[7][8]
- Arum orientale subsp. orientale M.Bieb.[9]
- Arum orientale subsp. besserianum (Schott) Holub[10]
- Arum alpinum Schott & Kotschy[9]
- Arum maculatum subsp. besseranum (Schott) Nyman[9]
- Arum maculatum subsp. besserianum (Schott) Nyman[10]
- Arum besserianum forma miodoborense (Szafer) Terpó[10]
- Arum besserianum var. miodoborense Szafer[10]